# Nuoto in acque libere ai campionati mondiali di nuoto 2019
Le gare di nuoto di fondo ai campionati mondiali di nuoto 2019 si sono svolte dal 13 al 19 luglio 2019, nelle acque dell'Expo Ocean Park della città di Yeosu. Sono state disputate un totale di 7 gare: 3 maschili, 3 femminili e una a squadre miste.

## Calendario
| Data           | Ora (UTC+9) | Evento          |
| -------------- | ----------- | --------------- |
| 13 luglio 2019 | 8:00        | 5 km maschili   |
| 14 luglio 2019 | 8:00        | 10 km femminili |
| 16 luglio 2019 | 8:00        | 10 km maschili  |
| 17 luglio 2019 | 8:00        | 5 km femminili  |
| 18 luglio 2019 | 8:00        | 5 km a squadre  |
| 19 luglio 2019 | 8:00        | 25 km maschili  |
| 19 luglio 2019 | 8:05        | 25 km femminili |

## Podi

### Uomini
| Evento           | Oro               | Tempo     | Argento              | Tempo     | Bronzo             | Tempo     |
| 5 km (dettagli)  | Kristóf Rasovszky | 53'22"2   | Logan Fontaine       | 53'32"2   | Eric Hedlin        | 53'32"4   |
| 10 km (dettagli) | Florian Wellbrock | 1h47'55"9 | Marc-Antoine Olivier | 1h47'56"1 | Rob Muffels        | 1h47'57"4 |
| 25 km (dettagli) | Axel Reymond      | 4h51'06"2 | Kirill Belyaev       | 4h51'06"5 | Alessio Occhipinti | 4h51'09"5 |

### Donne
| Evento           | Oro               | Tempo     | Argento        | Tempo     | Bronzo        | Tempo     |
| 5 km (dettagli)  | Ana Marcela Cunha | 57'56"0   | Aurélie Muller | 57'57"0   | Hannah Moore  | 57'58"0   |
| 5 km (dettagli)  | Ana Marcela Cunha | 57'56"0   | Aurélie Muller | 57'57"0   | Leonie Beck   | 57'58"0   |
| 10 km (dettagli) | Xin Xin           | 1h54'47"2 | Haley Anderson | 1h54'48"1 | Rachele Bruni | 1h54'49"9 |
| 25 km (dettagli) | Ana Marcela Cunha | 5h08'03"0 | Finnia Wunram  | 5h08'11"6 | Lara Grangeon | 5h08'21"2 |

### Gara a squadre
| Evento          | Oro                                                     | Tempo   | Argento                                                                           | Tempo   | Bronzo                                                                        | Tempo   |
| 5 km (dettagli) | Germania Lea Boy Sarah Köhler Sören Meißner Rob Muffels | 53'58"7 | Italia Rachele Bruni Giulia Gabbrielleschi Domenico Acerenza Gregorio Paltrinieri | 53'58"9 | Stati Uniti Haley Anderson Jordan Wilimovsky Ashley Twichell Michael Brinegar | 53'59"0 |

## Medagliere
| Pos.   | Paese       | Oro | Argento | Bronzo | Totale |
| ------ | ----------- | --- | ------- | ------ | ------ |
| 1      | Germania    | 2   | 1       | 2      | 5      |
| 2      | Brasile     | 2   | 0       | 0      | 2      |
| 3      | Francia     | 1   | 3       | 1      | 5      |
| 4      | Cina        | 1   | 0       | 0      | 1      |
| 4      | Ungheria    | 1   | 0       | 0      | 1      |
| 6      | Italia      | 0   | 1       | 2      | 3      |
| 6      | Stati Uniti | 0   | 1       | 2      | 3      |
| 8      | Russia      | 0   | 1       | 0      | 1      |
| 9      | Canada      | 0   | 0       | 1      | 1      |
| Totale | Totale      | 7   | 7       | 8      | 22     |